# Grottberget
Grottberget este o arie protejată (arie specială de conservare — SAC, sit de importanță comunitară — SCI) din Suedia întinsă pe o suprafață de 5,7 ha, integral pe uscat.

## Localizare
Centrul sitului Grottberget este situat la coordonatele 58°59′40″N 17°27′22″E / 58.9945°N 17.4562°E.

## Înființare
Situl Grottberget a fost declarat sit de importanță comunitară în ianuarie 1997 pentru a proteja 1 specie de plante. Situl a fost protejat și ca arie specială de conservare în martie 2011.

## Biodiversitate
Situată în ecoregiunea boreală, aria protejată conține 1 habitat natural: Pante stâncoase silicioase cu vegetație casmofită.
La baza desemnării sitului se află o specie protejată de  plante: Buxbaumia viridis.